# Stefan Bevier
Stefan Bevier (* 16. Juni 1958 in Landau in der Pfalz; † im Januar 2018 in Berlin) war ein deutscher Dirigent, Musiker und Konzertveranstalter. 

## Ausbildung
Bevier besuchte das künstlerisch-musisch ausgerichtete Max-Slevogt-Gymnasium in Landau in der Pfalz, wo er seine Kindheit und Jugend verbrachte. Seit 1967 hatte er Klavier- und Orgelunterricht. Ab den siebziger Jahren nahm er Kontrabassunterricht und absolvierte schon als Schüler eine viersemestrige Kirchenmusiker-Seminarausbildung.
Nach seinem Abitur 1977 nahm er ein Kontrabassstudium bei Rainer Zepperitz und ein Gesangsstudium bei Johannes Hoefflin an der Hochschule der Künste Berlin sowie ein Studium der Musikwissenschaft an der Technischen Universität Berlin auf. 1979 war er Stipendiat der Herbert-von-Karajan-Stiftung und studierte Kontrabass bei Friedrich Witt.
Ab 1981 begann er eine Ausbildung als Dirigent bei Sergiu Celibidache. In den Jahren 1981 und 1982 besuchte Bevier auch die Gesangs-Meisterklasse von Franz Schuch-Tovini in Wien. 1982 erfolgte die Abschlussprüfung für Kontrabass an der Hochschule der Künste Berlin. Seine Lehrer in Liedinterpretation waren dann Dietrich Fischer-Dieskau und Aribert Reimann. 1986 legte er die Abschlussprüfung für Gesang und Musiktheater an der Hochschule der Künste Berlin ab.

## Künstlerische Laufbahn
Seit 1977 arbeitete Bevier als Stimmbildner beim Bach-Chor an der Kaiser-Wilhelm-Gedächtniskirche. Ab 1979 war er ständige Aushilfe als Kontrabassist der Berliner Philharmoniker und begann mit einer internationalen Konzerttätigkeit.
1988 bis 1996 war er Chef-Dirigent beim StudioChor Berlin. 1988 gründete Bevier den freien Berufskammerchor „European Vocal Soloists“. Von 1990 bis 1994 wirkte er als Generalmusikdirektor der Polnischen Philharmoniker Wałbrzych.
Von 1991 bis 1997 leitete Bevier als Chordirektor den Stadtsingechor zu Halle. Ab 1992 war er für sieben Jahre Erster Dirigent des Breslauer Kammerorchesters Leopoldinum.
Von 1994 bis 1998 war Stefan Bevier als Erster Dirigent des Philharmonischen Orchesters Stettin und ständiger Gastdirigent des Chores der Technischen Universität Stettin. 1994 wirkte Bevier als Gastdirigent des Russian National Orchestra Moskau und des Moskauer Kammerchores. Seit 1997 ist er Chefdirigent des Barock Orchester Berlin und seit 1999 Guest-Chorus-Master des Philharmonia Chorus London, der ihn 2004 zunächst zum Associate Chorusmaster und wenig später zum Principal Guest Chorusmaster ernannte. Seit 2010 ist Stefan Bevier Chorus Master des Philharmonia Chorus London. 1999 gründete Bevier das Festival Orchestra Berlin.
„Dirigent Stefan Bevier ist ein Multitalent. Als junger Musiker wirkte er jahrelang als Kontrabassist bei den Berliner Philharmonikern, machte dann Karriere als Sänger und Chorleiter, wobei er zum Preisträger zahlreicher nationaler und internationaler Wettbewerbe wurde. Später lernte er Dirigieren bei großen Meistern wie Herbert von Karajan und Sergiu Celibidache. Stefan Bevier ist Chefdirigent des Festival Orchestra Berlin und des Barock Orchester Berlin sowie Chorusmaster des Philharmonia Chorus London. Darüber hinaus arbeitet er mit zahlreichen internationalen Chören und Orchestern zusammen und betreibt einen eigenen Musikverlag. Junge, hochbegabte Musiker fördert er mit einer privaten Instrumentensammlung und unterstützt gemeinnützige Organisationen finanziell.“